# 浅田正文
浅田 正文（あさだ まさぶみ、1854年8月13日（嘉永7年7月20日） - 1912年4月18日）は、日本の実業家。

## 経歴

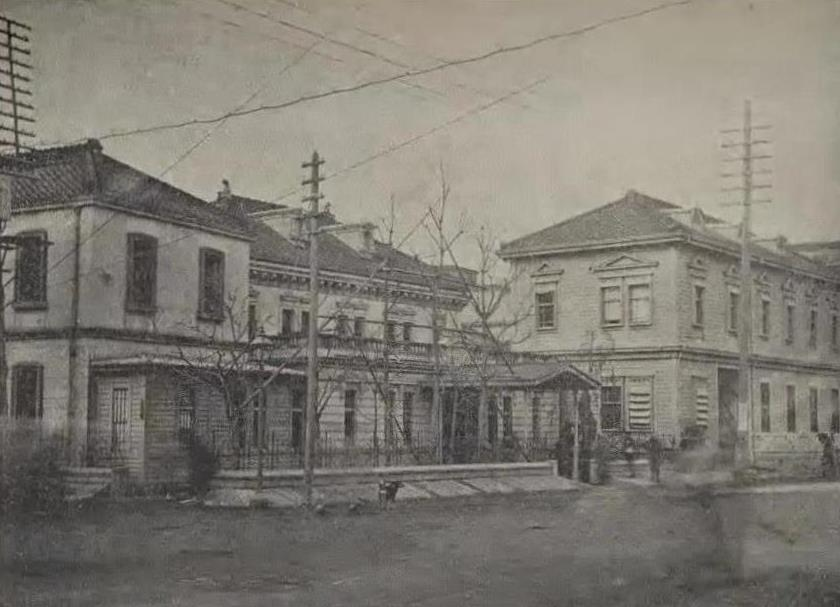
帝国商業銀行
（1894年創業）。

1854年に江戸で横須賀藩士の子として生まれ、8歳に横須賀藩に移り、家督を継ぐ。1874年に三菱蒸気船会社に入社し、日本郵船で同社理事会計課長、専務、取締役を歴任した。
帝国商業銀行（富士銀行の前身）、明治製糖、東武鉄道などの設立にも携わった。